# Pietro Mattio
Pietro Mattio (født 27. juni 2004 i Piasco) er en cykelrytter fra Italien, der kører for Fejl i Modul:Cykelhold: Wikidata-entitet ikke angivet..

## Karriere
Som seksårig kørte Pietro Mattio for første gang på en racercykel. Han fik sin cykelopdragelse i den lokale klub Vigor Cycling Team i hjembyen Piasco i regionen Piemonte. Fra starten af 2023 skiftede han til kontinentalholdet Jumbo-Visma Development Team, der er udviklingshold for World Tour-holdet Team Jumbo-Visma. Efter godt to og en halv sæson på udviklingsholdet, blev det i maj 2025 offentliggjort at Mattio fra 2026-sæsonen havde indgået en toårig kontrakt med World Tour-holdet.